# 2014年10月8日月食
| 月全食 2014年10月8日                   | 月全食 2014年10月8日 |
| -------------------------------------- | -------------------- |
| 美國洛米塔的月全食，時間為10:55:38 UTC |                      |
| 月亮从右到左通过地球的影子             |                      |
| 伽馬值                                 | 0.3827               |
| 持续时间(时:分:秒)                     |                      |
| 月全食                                 | 00:59:57             |
| 月偏食                                 | 3:20:15              |
| 半影月食                               | 5:21:10              |
| 触点(UTC)                              |                      |
| 半影食始                               | 8:14:08              |
| 偏食始                                 | 9:14:24              |
| 全食始                                 | 10:24:33             |
| 食甚                                   | 10:54:33             |
| 全食終                                 | 11:24:30             |
| 偏食終                                 | 12:34:39             |
| 半影食終                               | 13:35:10             |
| 在太空拍摄的月全食                     |                      |

这次月全食发生在2014年10月8日，是2014年两个月全食中的第二个，并且是在四重食周期（系列共有四个月食）中的第二个月食。在四重食周期其他的月食是2014年4月15日，2015年4月4日和2015年9月28日。
月球通过地球影子中心的北方，其结果是月球的南部比北部明显较暗。它发生在月球轨道的下降阶段。此为月球月食沙罗周期127的一部分。

## 月食背景

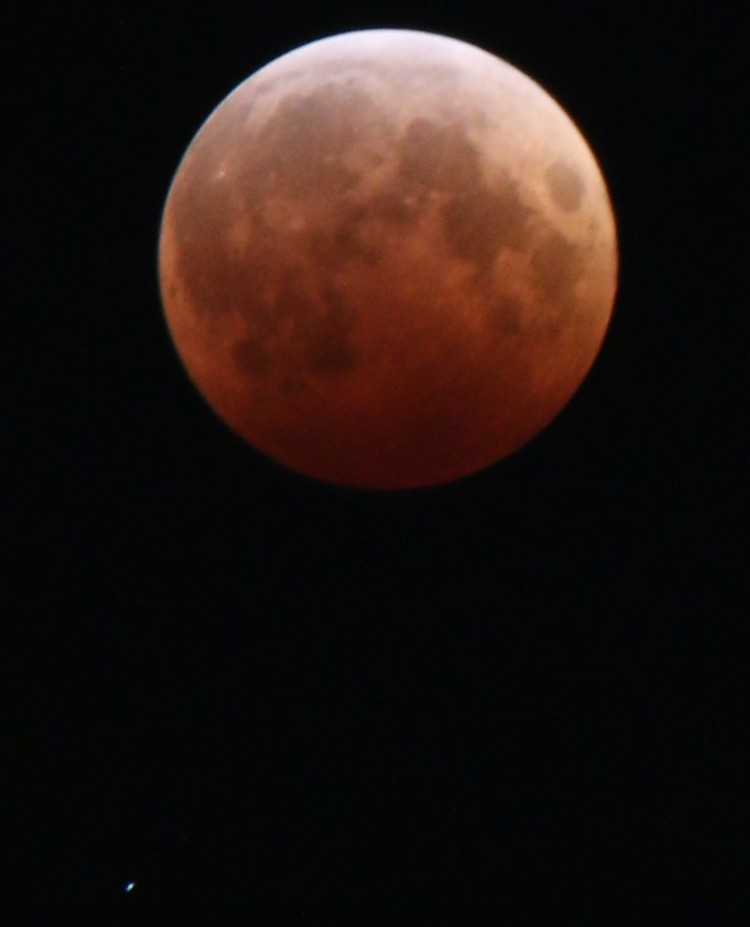
美國明尼蘇達州亨內平縣明尼阿波利斯的月全食，圖中可見天王星，時間為10:45:53 UTC

当太陽、地球及月球三者恰好或者幾乎在同一直線上，而地球在太陽與月球之間，也就是月球经过地球的本影（影子）内时，太陽到月球的光線便會部分或完全被地球掩蓋，就会发生月食。太陽光由紅、橙、黃、綠、藍、靛、紫七色光線混合而成，然而黃、綠、藍等色之光波較短，在地球大氣層中受散射影響較大；相比之下，紅色光線波長較長，受散射影響不大，可穿透大氣層並折射至位於地球本影的月球上。故在月全食之時，人們看到的月亮之顏色乃暗紅色，是為「紅月亮」。
下面的仿真图显示月球穿过地球的影子的近似外观。

## 可見地區
这次月全食在北美洲，包括美國；亞洲東部——包括中國大陆、香港、澳門、台灣；太平洋地区——包括澳大利亚和新西兰可以被观察到。

### 地圖
下圖為月食發生時，在地球上觀測的能見度分佈地圖。 

## 月食過程
該次月食總共包括七階段，即半影食始、初虧、食既、食甚、生光、復圓、半影食終，全部過程歷時5小時21分鐘，其中初虧至復圓歷經3小時20分鐘。16時14分時，月球逐渐进入地球半影区，半影食始，月面東側因反射的太陽光量開始減少，稍顯黯淡。但此時食象不易辨識，要隨月球深入地影，明暗对比方会较为明显。初虧時間是17時15分，此時偏食開始，月球東側接觸地球本影，月面東側缺角初現，之後缺角隨着時間推進，逐渐向月面西至西北侧扩大。在中國大陆天氣條件好的地區，當地民眾可觀「帶食而升」之景，即月亮升起之時已經初虧。而全食階段自18時25分始，持續近一個小時，此過程及之後的現象台灣可觀測。其間食既之時，月亮霎時變暗紅色；一小時後，月面之西部邊緣鑽離地球的本影，得到太陽光，即「生光」。於是月全食的階段漸漸結束，直到20時35分復圓。復圓以後，由於月面的部分直射光仍為地球所遮擋，因此所見月面依舊稍顯黯淡，最晚離開本影的西南側明暗對比尤甚。21時35分，月球完全離開地球半影區，半影食終。
該次月食发生时，天王星恰在月亮附近，部分地区可观测到月掩天王星的天象。惟肉眼不易见到此星，而用天文望远镜可隐约观其呈青綠色的小盤面外貌。

## 月食图集

### 整個過程

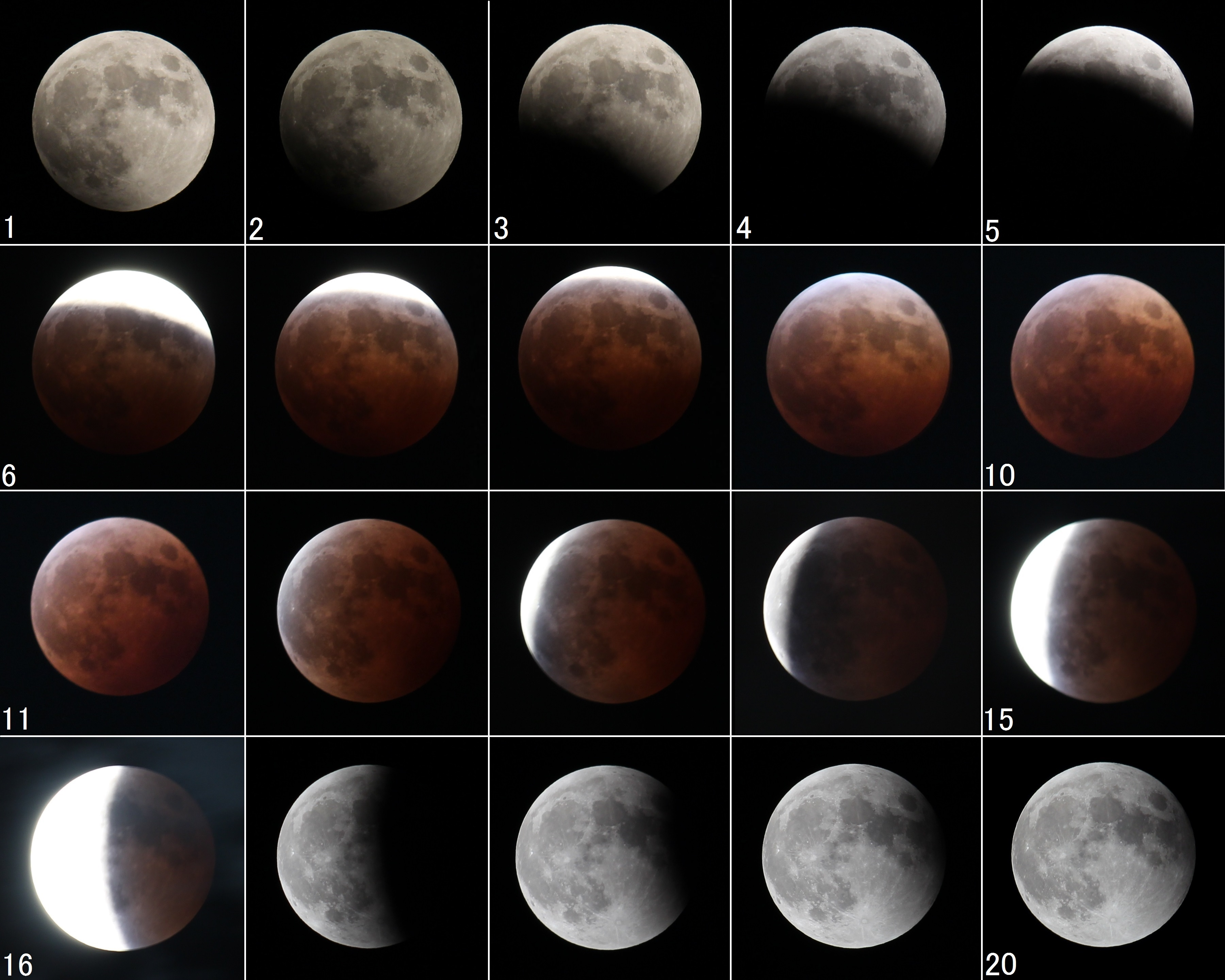
月食全过程合成图，摄于日本爱知县。
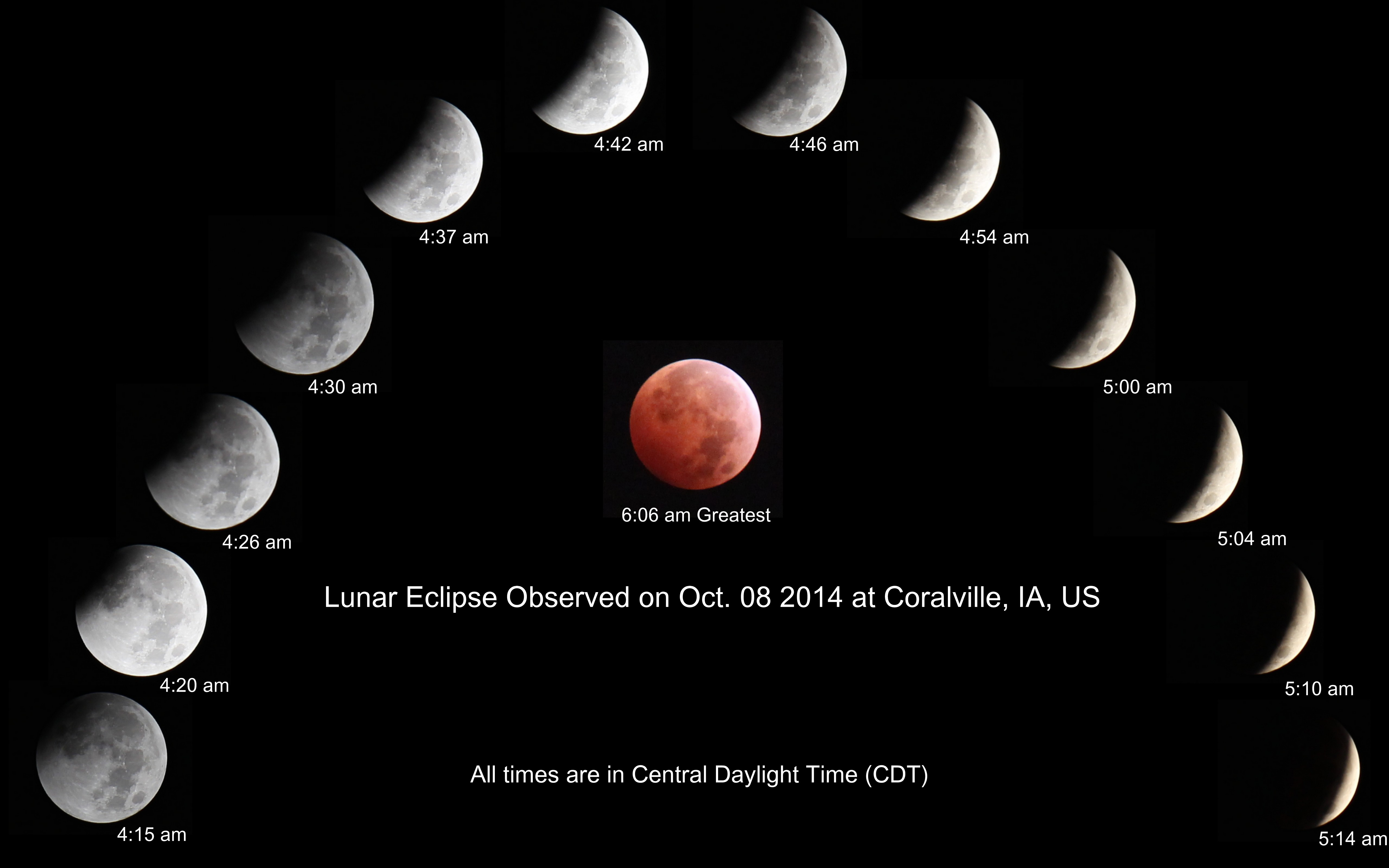
月食全过程合成图，摄于美國克拉尔维尔（英语：Coralville, Iowa）。

### 單一圖片

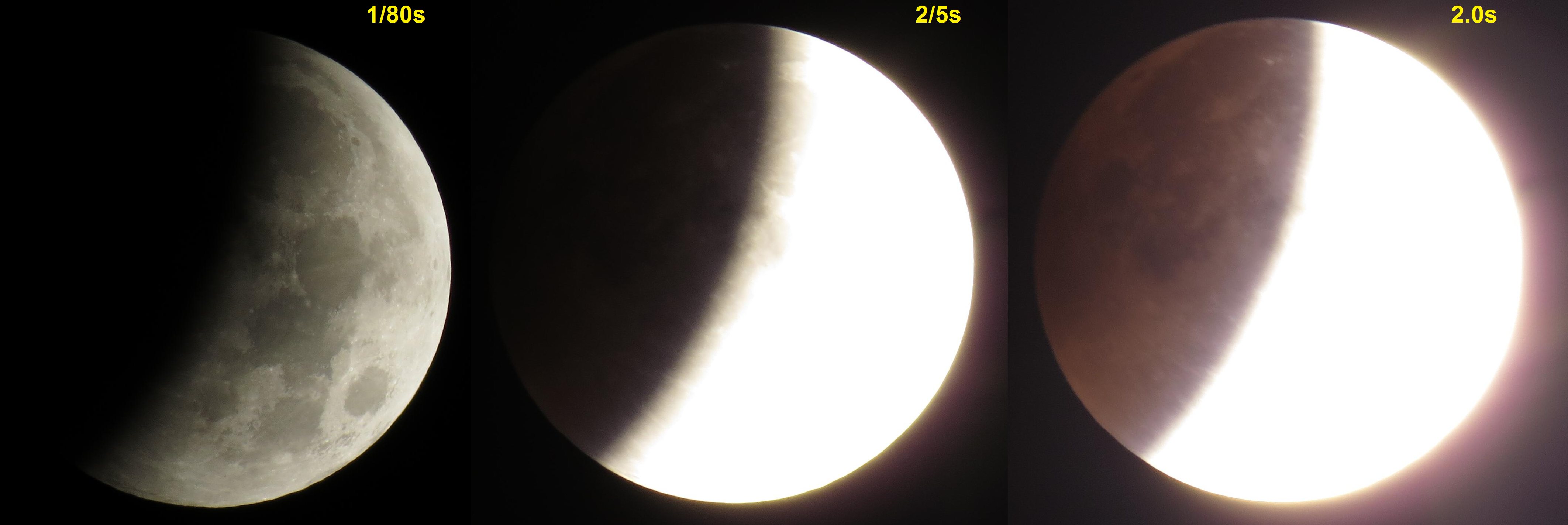
在美国明尼阿波利斯观测的月偏食，照片三次曝光，时间为9:46 UTC
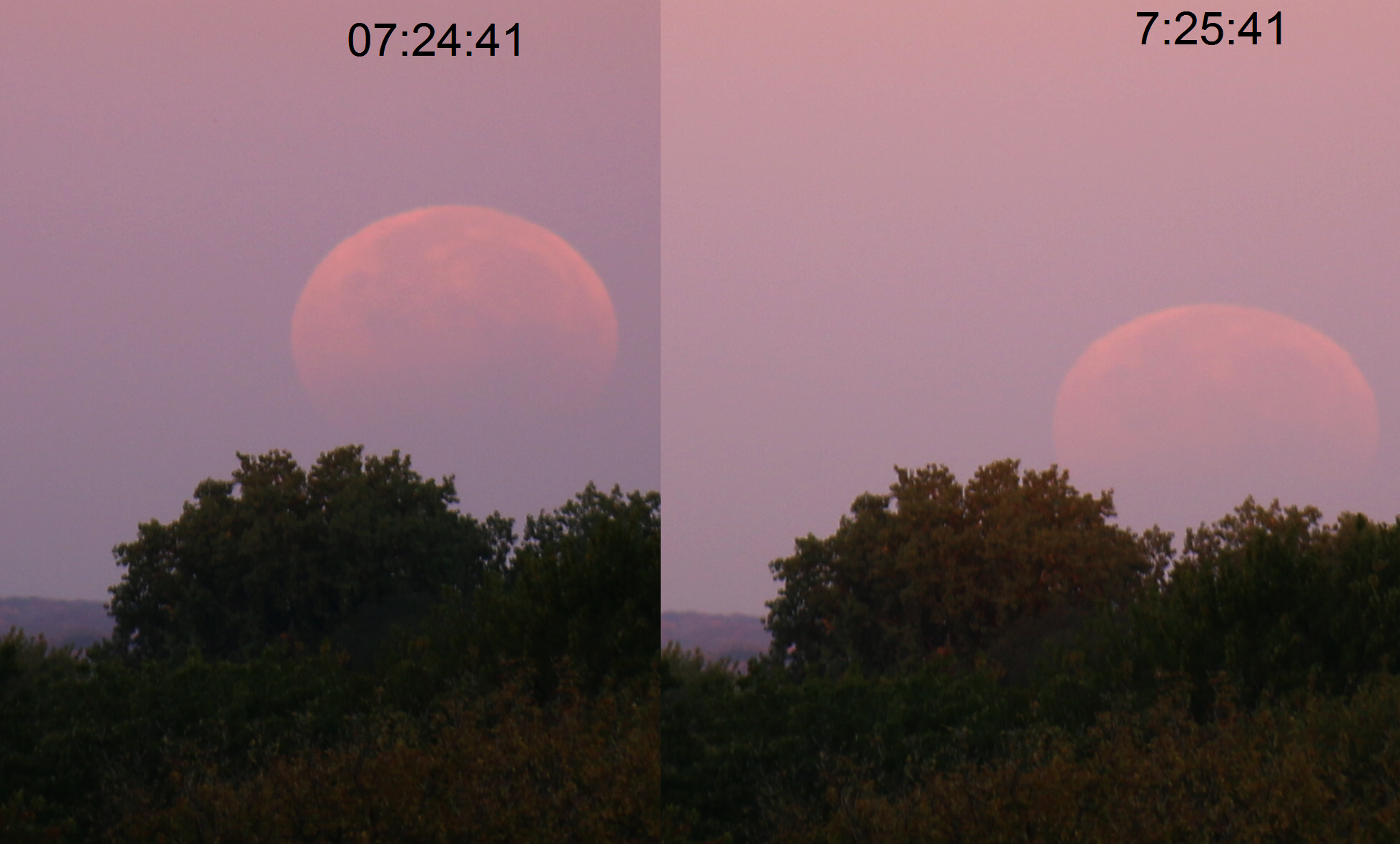
美国明尼阿波利斯观测的月偏食，時間分別為12:24:41和12:25:41 UTC

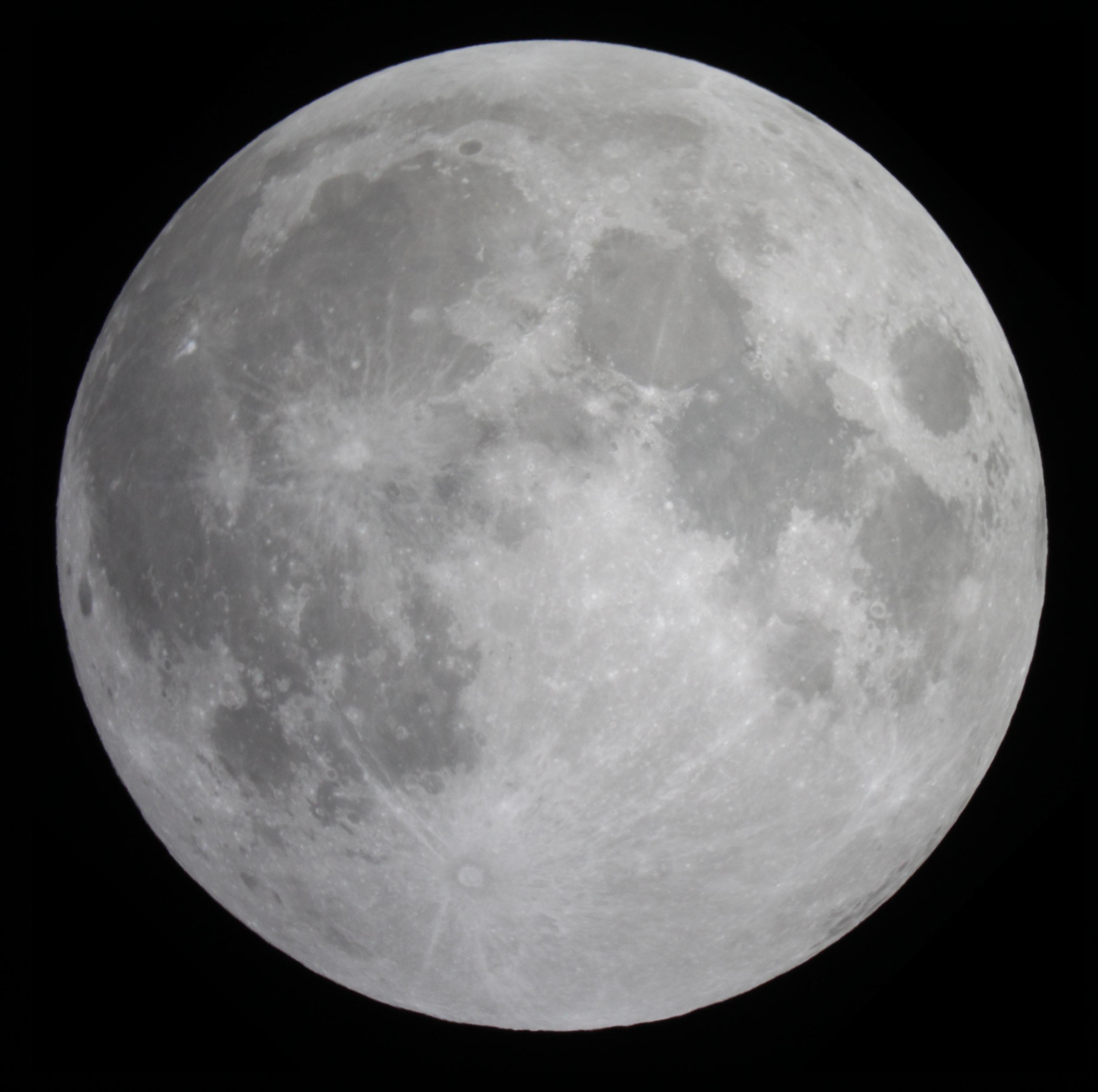
美国洛米塔观测的半影月食，时间为8:16:44 UTC
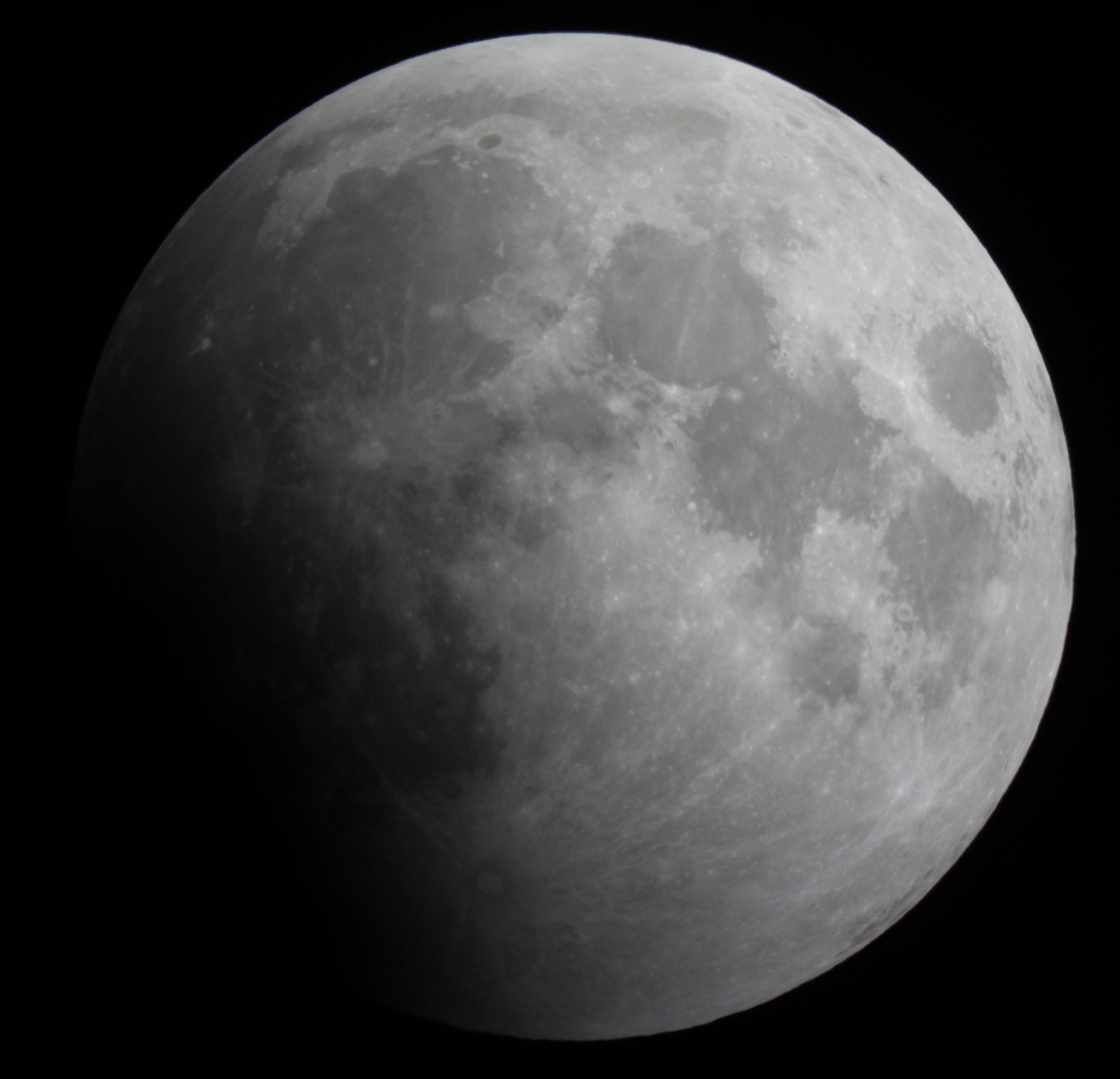
美国洛米塔观测的月偏食，时间为9:20:09 UTC
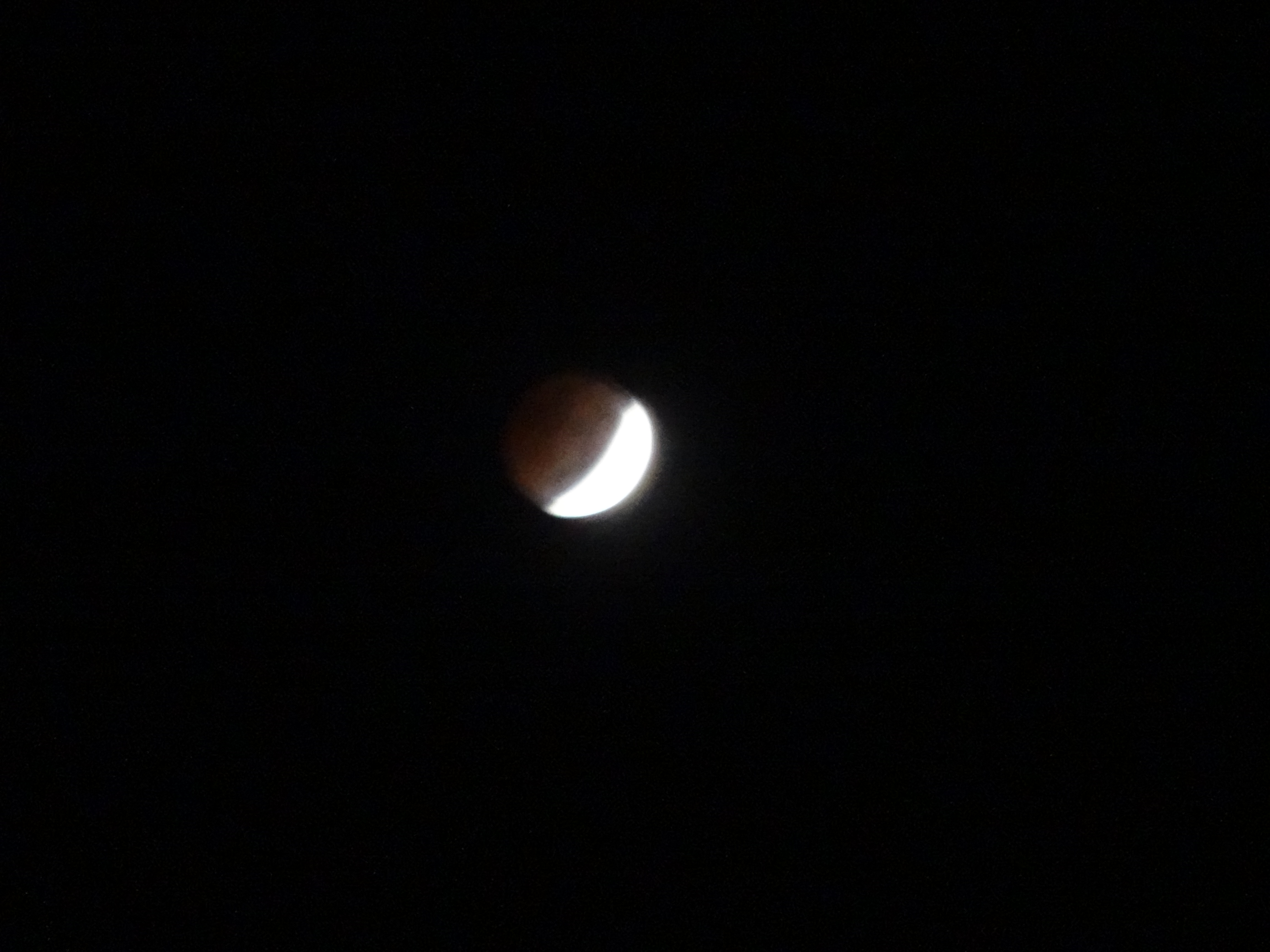
美国瓦尔德斯塔（英语：Valdosta, Georgia）观测的月偏食，时间为10:02 UTC
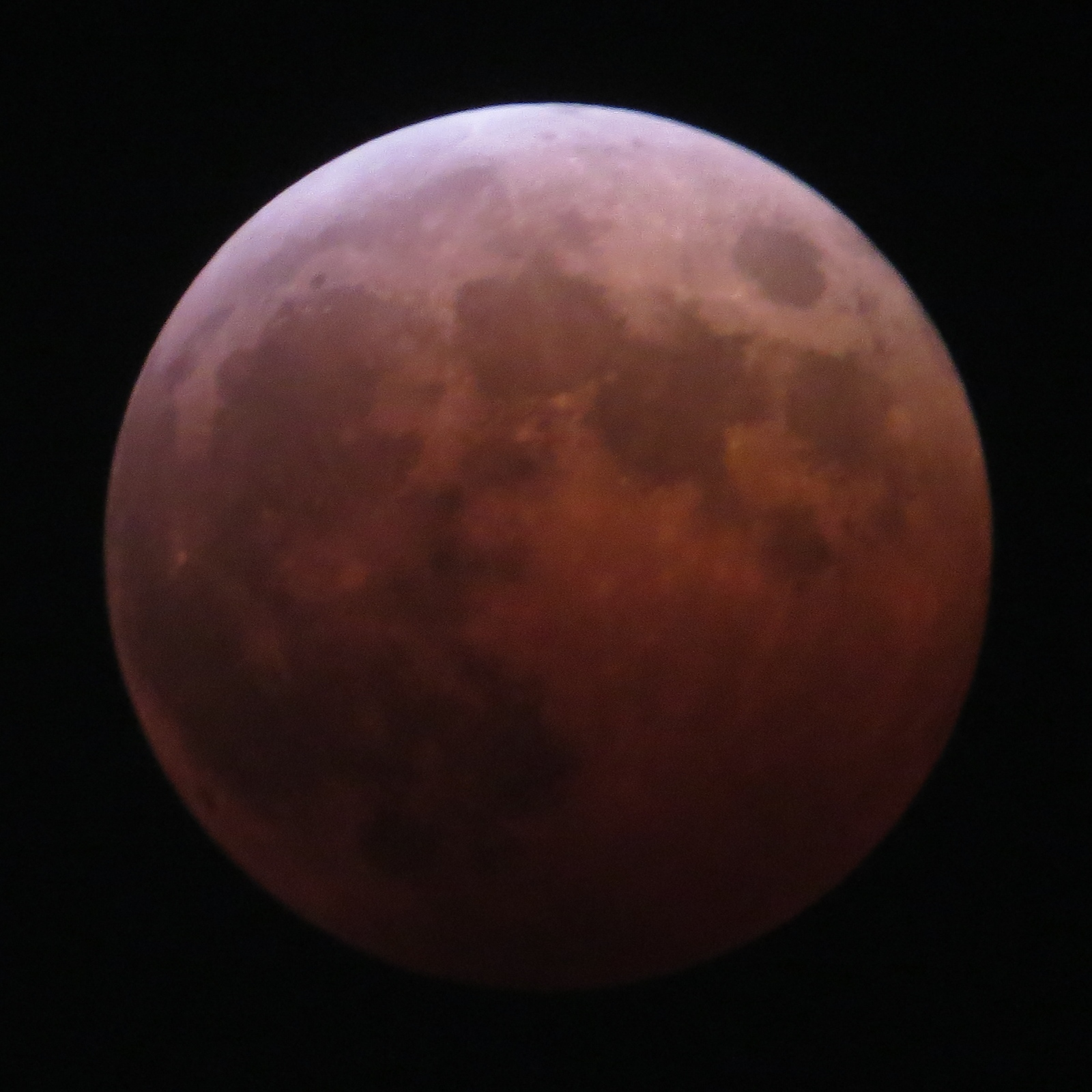
日本爱知县观测的月全食，时间为10:25:37 UTC
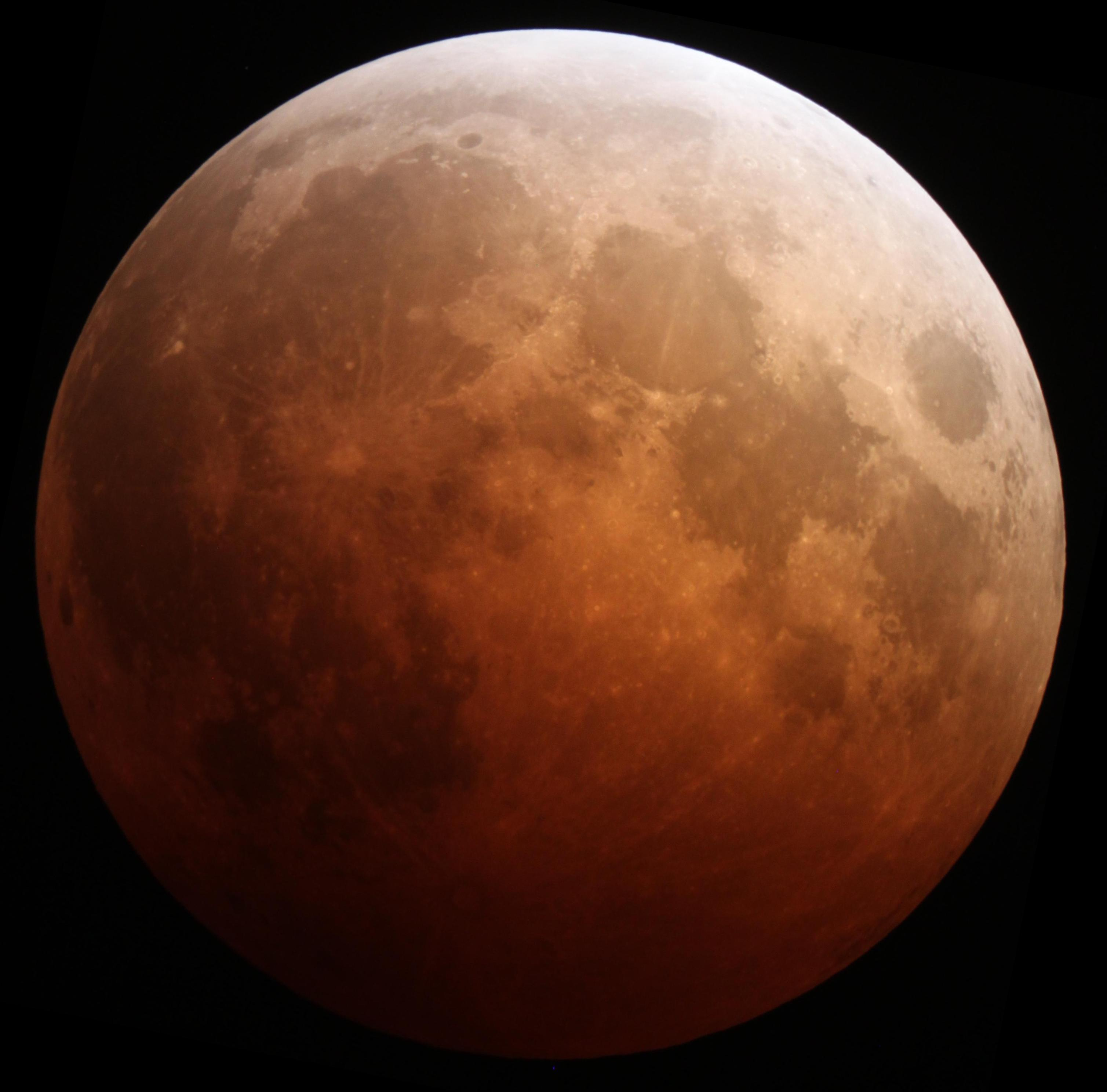
美国洛米塔观测的月全食，时间为10:28:05 UTC
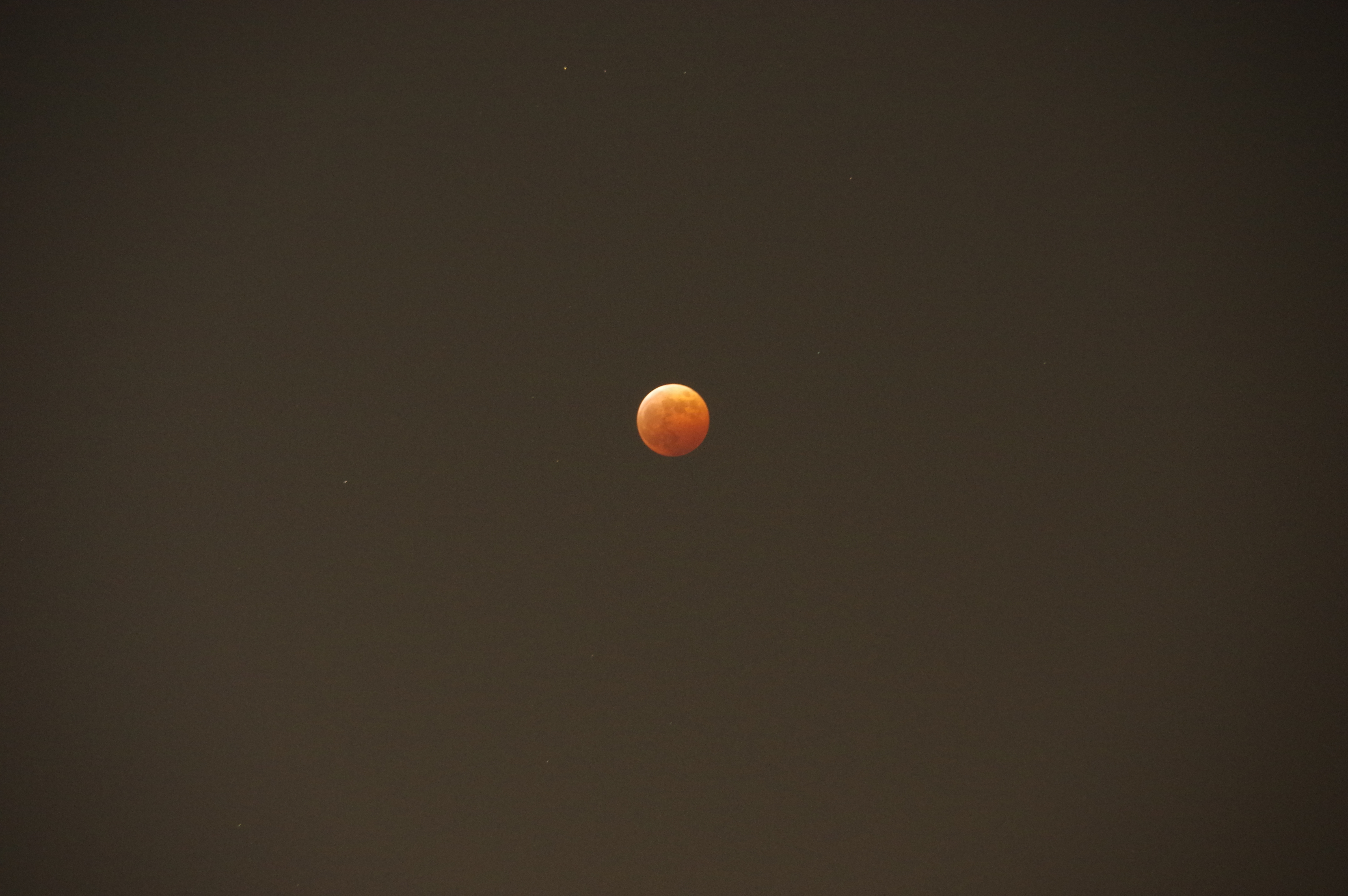
台灣台中市观测的月全食，時間為10:38 UTC
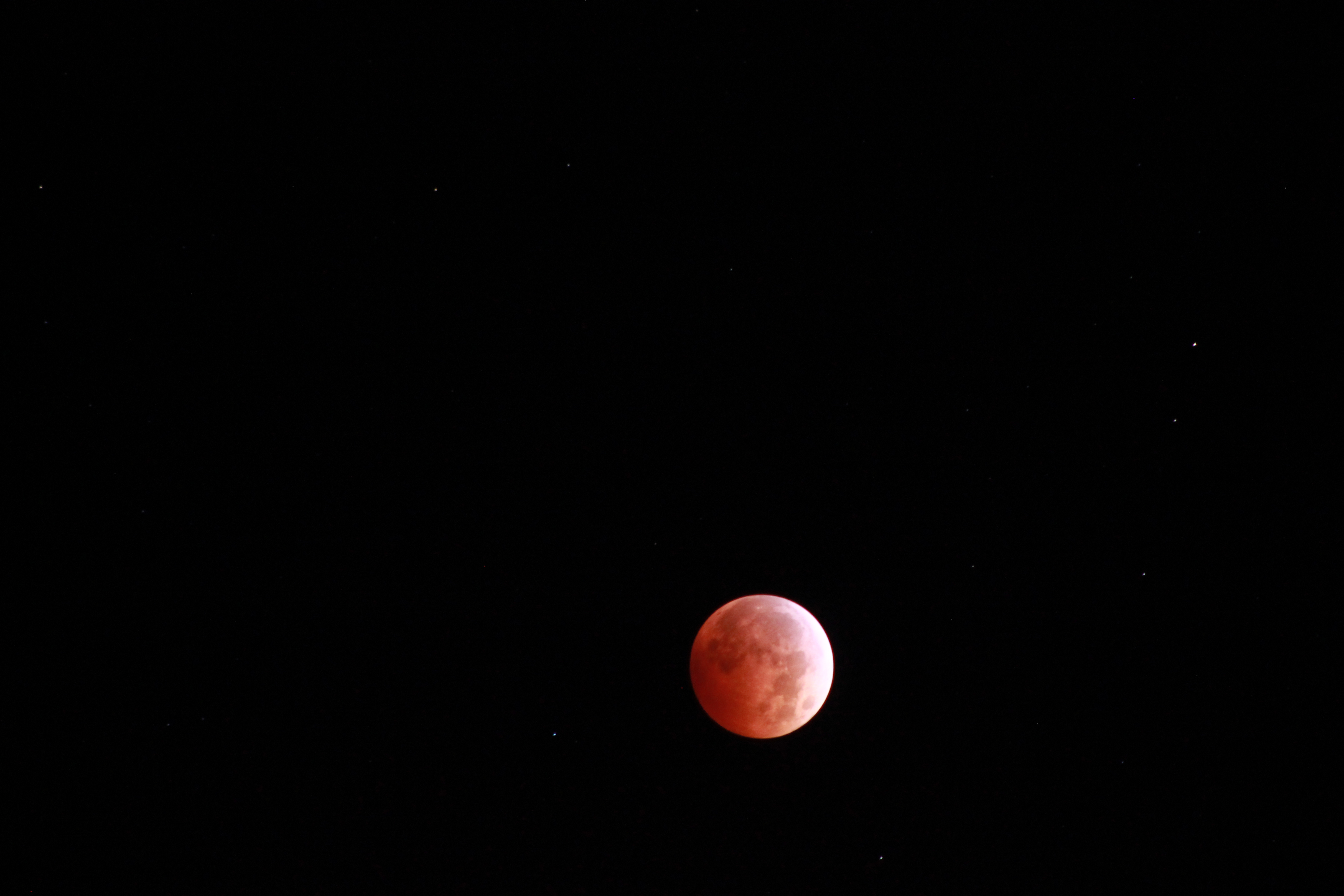
美国聖塔克拉拉縣观测的月全食，時間為10:39 UTC
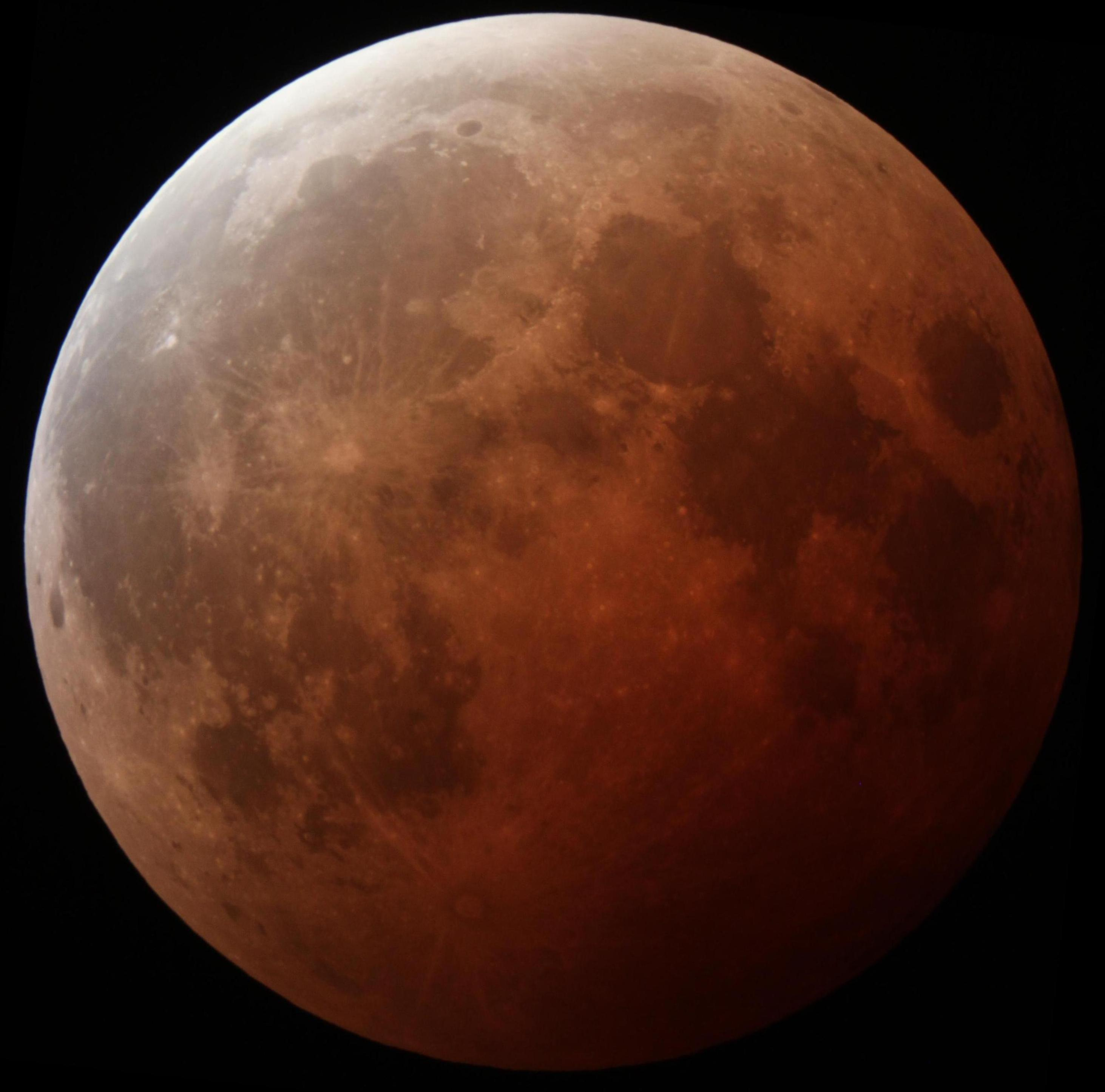
美国洛米塔观测的月全食，时间为11:22:21 UTC
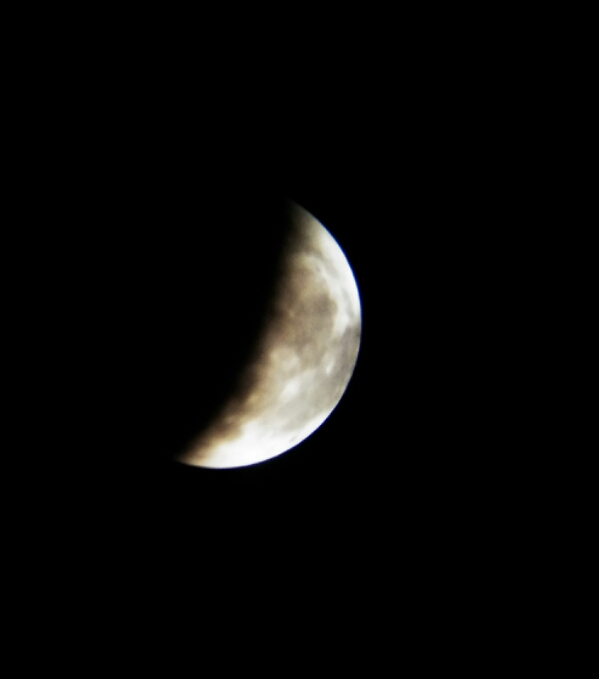
中国福州市观测的月偏食，時間為11:58:41 UTC
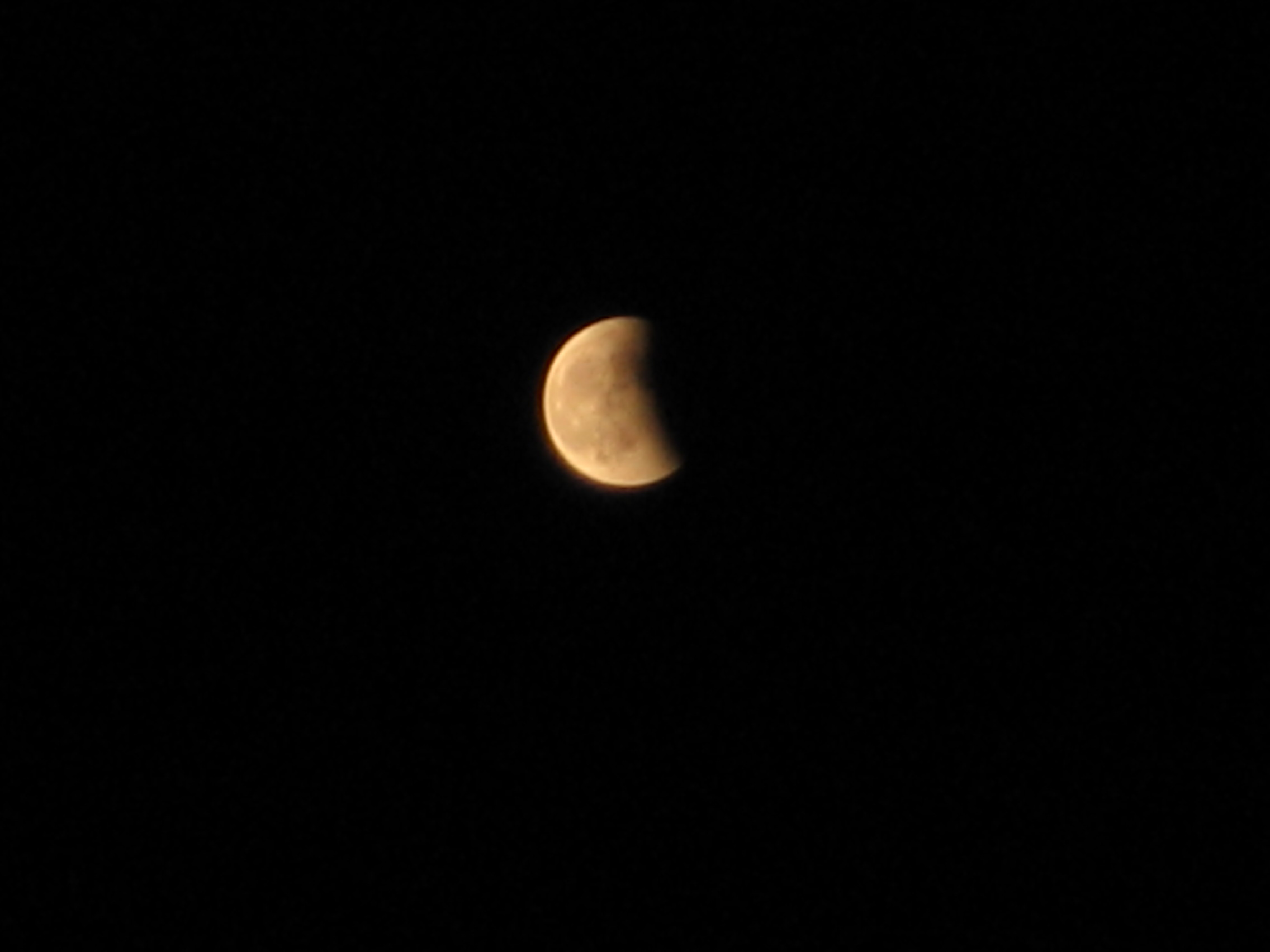
中国合肥观测的月偏食，时间为12:18:01 UTC
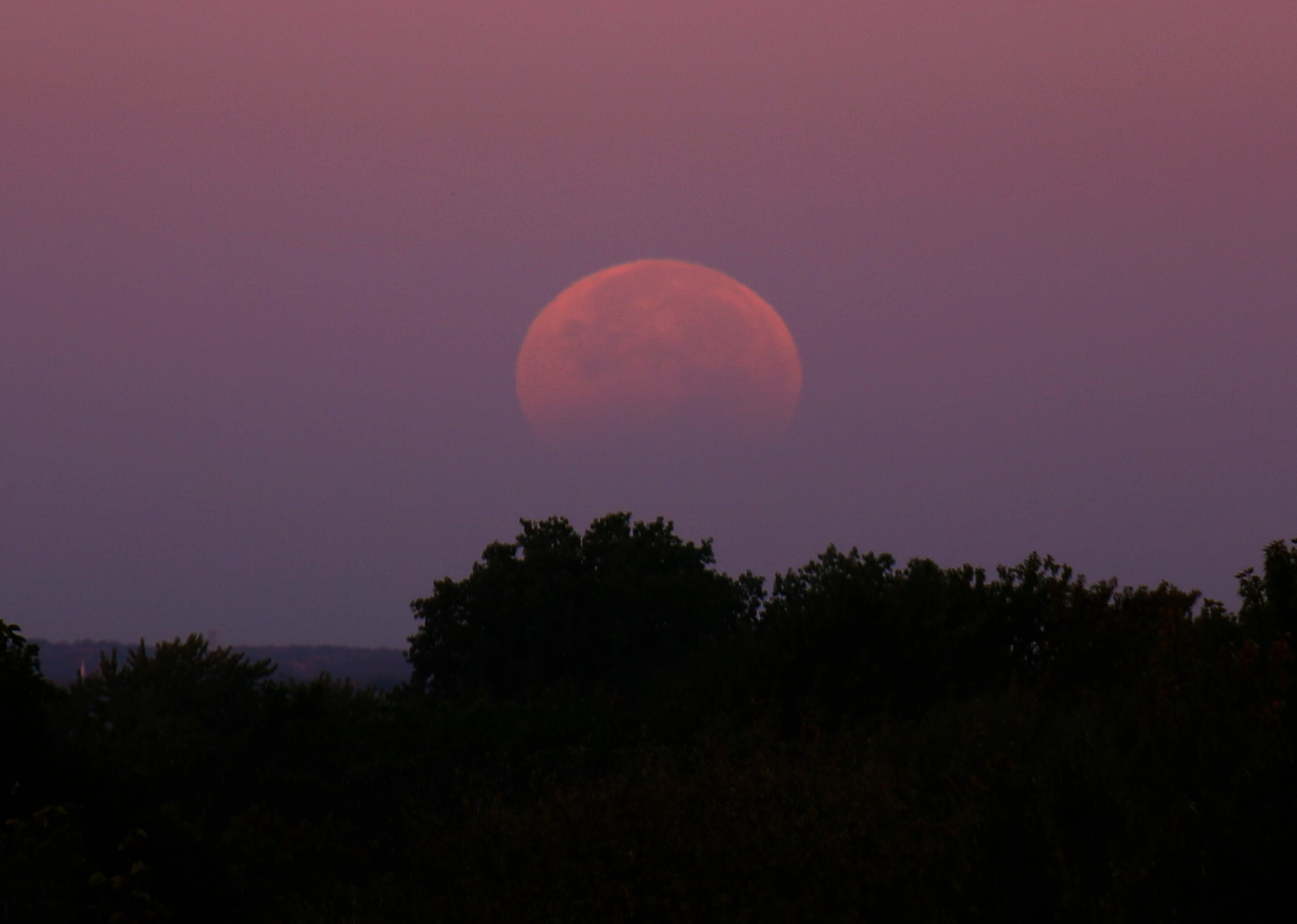
美国明尼阿波利斯观测的月偏食，時間為12:24 UTC
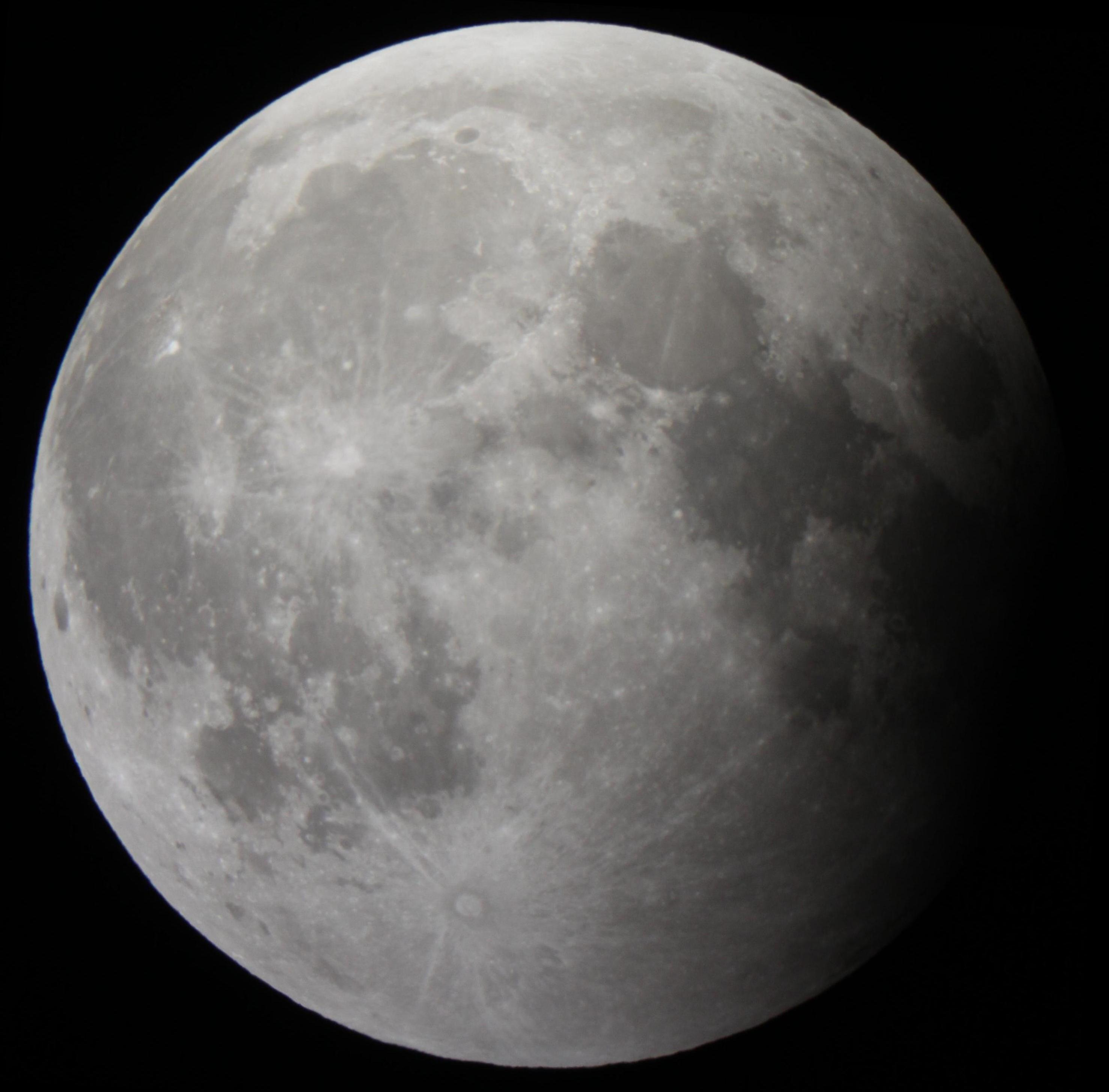
美国洛米塔观测的月偏食，时间为12:32:01 UTC
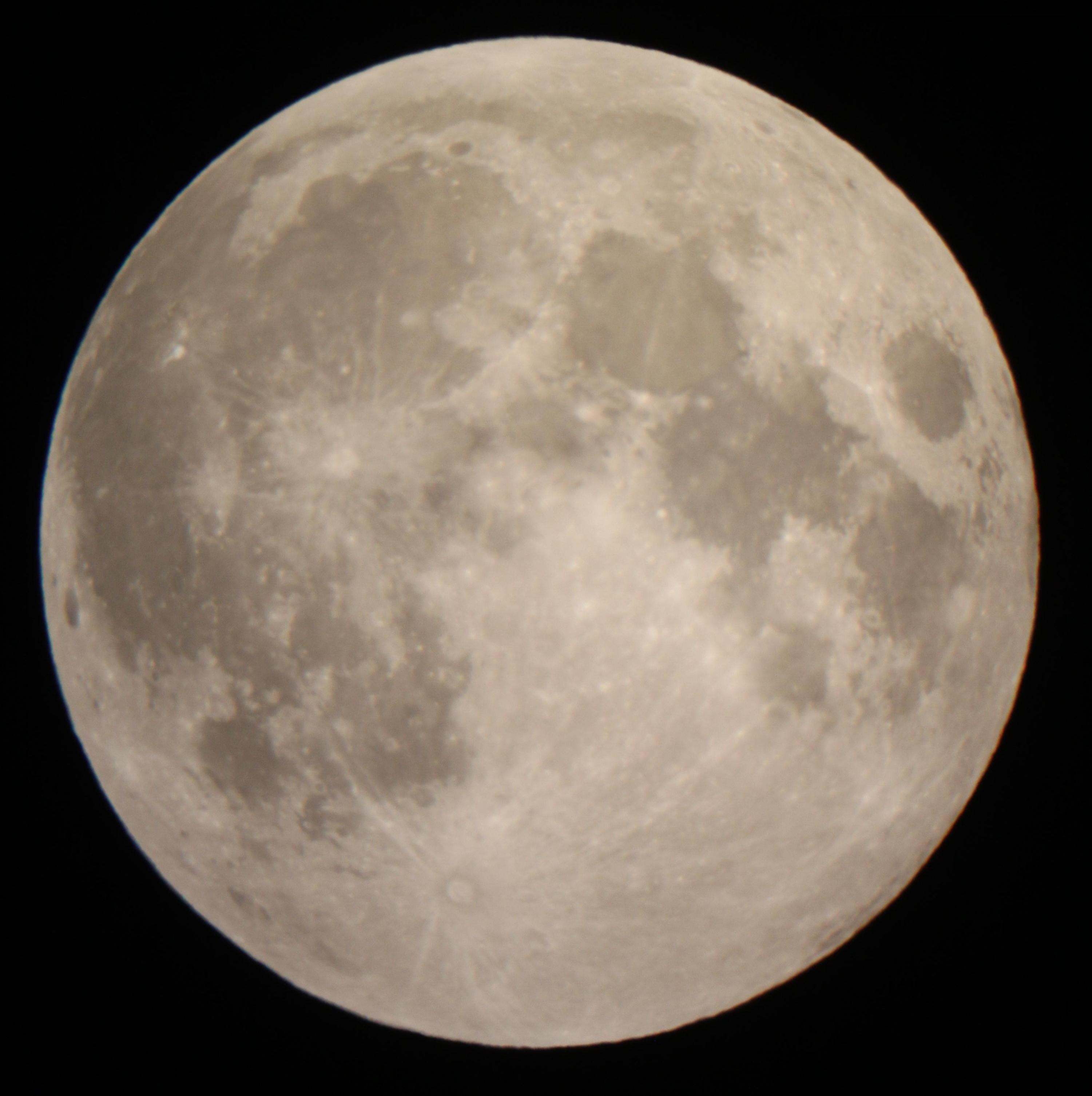
美国洛米塔观测的半影月食，时间为13:18:47 UTC

## 相關的食
這次的月食是在月球軌道降交點只有4次月食的短序列中的一次。
太陰年的序列是相隔12個太陰月或354天（比實際的一年退移約10天）。由於這種日期的移動，地球的影子將會較前面那一年西移約11度。
| 2013–2016的月食系列 | 2013–2016的月食系列 | 2013–2016的月食系列 | 2013–2016的月食系列 | 2013–2016的月食系列 | 2013–2016的月食系列 | 2013–2016的月食系列 |
| ------------------- | ------------------- | ------------------- | ------------------- | ------------------- | ------------------- | ------------------- |
| 升交點              | 升交點              | 升交點              |                     | 降交點              | 降交點              | 降交點              |
| 沙羅                | 觀測 日期           | 種類                | 沙羅                | 觀測 日期           | 種類                |                     |
| 112                 | 2013年4月25日       | 月偏食              | 117                 | 2013年10月18日      | 半影月食            |                     |
| 122                 | 2014年4月15日       | 月全食              | 127                 | 2014年10月8日       | 月全食              |                     |
| 132                 | 2015年4月4日        | 月全食              | 137                 | 2015年9月28日       | 月全食              |                     |
| 142                 | 2016年3月23日       | 半影月食            | 147                 | 2016年9月16日       | 半影月食            |                     |
|                     |                     |                     |                     |                     |                     |                     |
| 上一序列            | 2013年5月25日       | 2013年5月25日       | 上一序列            | 2012年11月28日      | 2012年11月28日      |                     |
|                     |                     |                     |                     |                     |                     |                     |
| 下一序列            | 2017年2月11日       | 2017年2月11日       | 下一序列            | 2016年8月18日       | 2016年8月18日       |                     |

## 内部链接
- 21世紀月食列表
- 天狗
- File:2014-10-08 Lunar Eclipse Sketch.png圖

## 条目注脚
1. ↑  食既至生光，是为全食阶段[12]。